# Malone (Texas)
Malone es un pueblo ubicado en el condado de Hill en el estado estadounidense de Texas. En el Censo de 2010 tenía una población de 269 habitantes y una densidad poblacional de 226,28 personas por km².

## Geografía
Malone se encuentra ubicado en las coordenadas 31°55′2″N 96°53′41″O / 31.91722, -96.89472. Según la Oficina del Censo de los Estados Unidos, Malone tiene una superficie total de 1.19 km², de la cual 1.18 km² corresponden a tierra firme y (0.44%) 0.01 km² es agua.

## Demografía
Según el censo de 2010, había 269 personas residiendo en Malone. La densidad de población era de 226,28 hab./km². De los 269 habitantes, Malone estaba compuesto por el 78.44% blancos, el 13.38% eran afroamericanos, el 0.37% eran amerindios, el 0% eran asiáticos, el 0% eran isleños del Pacífico, el 6.32% eran de otras razas y el 1.49% pertenecían a dos o más razas. Del total de la población el 19.33% eran hispanos o latinos de cualquier raza.